# Carole Lipsyc
 (octobre 2024).
Œuvres principales
- Le récit des 3 Espaces (2007)
- 3 Espaces aux Halles (2008)
- Ce que nous sacrifions à la richesse. L'activité contributive (2024)
- La dérive du réel. Du storytelling au Storyworld : la mécanique implacable (2025)

Carole Lipsyc, née en 1967, est épistémologue, pionnière de la littérature numérique transmédia, et chercheuse en Sciences de l'information et de la communication, Equipe Médiations, Pratiques informationnelles, Patrimoine, Université Paris 8,. 

## Parcours

### Littérature transmédia
En 2007, elle publie en ligne Le Récit des 3 Espaces, dispositif d'écriture à dimension coopérative,,, qui inaugure un nouveau genre littéraire "le récit variable", synthèse de l'oulipo, des jeux de rôles, du récit à choix multiples, et du cadavre exquis
En 2008, elle investit le Forum des Halles avec un épisode du dispositif « 3 Espaces » sous forme d’installation littéraire urbaine, transmédia, ludique et immersive: affichage poétique, théâtre, cinéma, QR codes, sms, mails, messages urbains, animations, etc.  Cette exposition interactive se poursuivait également sur Second Life,. Cette mise en espace urbaine du texte transmédia constitue une singularité propre au récit variable,. 
Pour soutenir cette écriture transmédia, Carole Lipsyc met au point le concept de « sémantique analogique ».

### Activité contributive

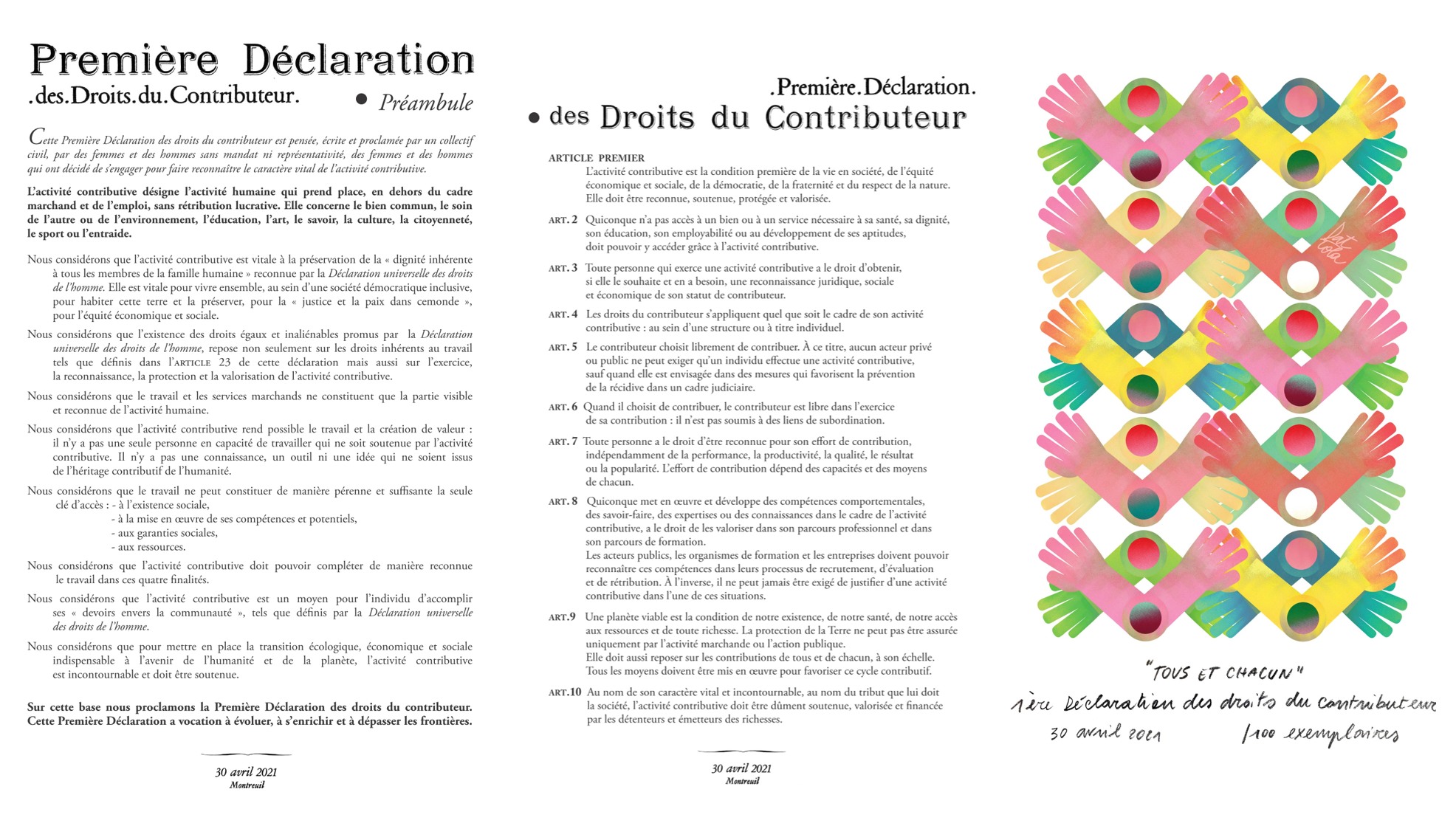
1ère Déclaration des droits du contributeur, 2021, Initiative Contributive. Illustration Chiara Dattola

En 2024, elle publie aux éditions de l'Aube L'activité contributive. Ce que nous sacrifions à la richesse,. 
Elle y met au jour un aspect méconnu mais fondamental de l’économie de marché : l'« activité contributive ». Cette notion défie les paradigmes économiques traditionnels en reconnaissant la valeur de la contribution humaine hors du cadre formel du travail rémunéré et du capital. Elle constitue un "angle mort du système".
La Première déclaration des droits des contributeurs donne la définition suivante de l'activité contributive : « L’activité contributive désigne l’activité humaine qui prend place, en dehors du cadre marchand et de l’emploi, sans rétribution lucrative [ou protection sociale]. Elle concerne le bien commun, le soin de l’autre ou de l’environnement, l’éducation, l’art, le savoir, la culture, la citoyenneté, le sport ou l’entraide »,.
En 2025, son livre sur l'activité contributive est réédité en poche dans la collection Mikros, avec un nouveau titre : Ce que nous sacrifions à la richesse.

#### Méthode de mesure radicale
Carole Lipsyc a créé la méthode de la mesure radicale et l'a appliquée à l’évaluation de l’activité contributive des Français. Elle a pu prouver que celle-ci représentait autant que 68% du PIB.
Elle a également utilisé cette méthode à l’estimation de l’apport contributif aux Jeux olympiques et paralympiques 2024, démontrant que plus d’un demi-million de personnes avaient été bénévoles pour permettre la bonne tenue de ces jeux, soit un apport contributif de l'équivalent de 403 millions d'euros.

### Storyworld et épistémologie narrative
Dans son livre La dérive du réel, publié en 2025 aux éditions de l'Aube, Carole Lipsyc utilise la notion de "storyworld" ou "récit-monde" utilisée en narratologie, pour expliquer les mécanismes qui entraînent les foules à confondre les faits de fiction avec les faits réels,, à l'âge numérique. Elle relie le phénomène avec l'impact et la généralisation de la technique marketing de storytelling. L'étude des storyworlds à portée sociale, et de leur storytelling, relève de ce qu'elle appelle "l'épistémologie narrative". 

### Œuvre

#### Théâtre
Dépendance, Théâtre des cinquante, 1999 ,

#### Transmédia
Le récit des 3 Espaces, récit variable, Paris : Adreva, 2007,
3 Espaces aux Halles, installation urbaine pervasive, Paris : Adreva, 2008

#### Essais
Ce que nous sacrifions à la richesse. L'activité contributive. Avignon : Éditions de l'Aube, 2024
La dérive du réel. Du storytelling au Storyworld. Avignon : Editions de l'Aube, 2025